# Twi
Het Twi is een taal die gesproken wordt in Ghana door ongeveer zeven miljoen mensen. Oorspronkelijk is het de taal van de Ashanti's; een vroegere stam in Ghana.
De taal is een dialect van het Akan, dat op zijn beurt weer onderdeel is van de Kwa-talen.
Voorbeeld:
Geef me alsjeblieft wat water = me pa wo akyeo ma me nsuo kakra
Het Twi gebruikt tegenwoordig (anno 2004) veel leenwoorden uit het Engels.